# Edge of Darkness (telessérie)
Edge of Darkness (bra: No Limite das Trevas; prt: À Beira do Fim) foi uma minissérie britânica de drama e ficção científica, produzida pela BBC Television em associação com a Lionheart Television International e originalmente transmitida no final do ano de 1985. A trama gira em torno dos esforços do policial Ronald Craven (interpretado por Bob Peck) para desvendar a verdade por trás do assassinato brutal de sua filha Emma (interpretada por Joanne Whalley). As investigações de Craven logo levam-no para um mundo obscuro por trás do governo e de empresas de espionagem nuclear, colocando-o contra as forças das trevas que ameaçam o futuro da vida na Terra.
Transmitido originalmente na BBC2, Edge of Darkness foi recebido com tanta aclamação da crítica generalizada, que dentro de alguns dias a série foi reprisada na BBC1. Vencedor de vários prêmios de prestígio, continua a ser altamente considerada, até hoje, uma das melhores e mais influentes séries britânicas de todos os tempos.
O diretor e o produtor da série — Martin Campbell e Michael Wearing —, produziram um remake da série em forma de filme — Edge of Darkness —, lançado em janeiro de 2010 e estrelado por Mel Gibson.

## Elenco
- Bob Peck como Ronald Craven

Bob Peck protagonizou a série, interpretando o Detetive Craven.

- Joe Don Baker como Darius Jedburgh
- Charles Kay como Pendleton
- Ian McNeice como Harcourt
- Joanne Whalley como Emma Craven
- Hugh Fraser como Bennett
- John Woodvine como Ross
- Jack Watson como James Godbolt
- Allan Cuthbertson como Chilwell
- Kenneth Nelson como Grogan
- David Fleeshman como Jones
- Zoë Wanamaker como Clemmy

## Exibição lusófona

### Brasil
No Brasil, a minissérie foi lançada diretamente em VHS.

### Portugal
Em Portugal continental, a minissérie foi originalmente transmitida pela RTP2 entre 13 de outubro e 17 de novembro de 1989. Na Madeira, foi transmitida pela RTP Madeira entre 27 de março e 1 de maio de 1990.

## Adaptação cinematográfica
Em 2010, um remake da série foi feito. Foi lançado em 28 de janeiro no Reino Unido. Mel Gibson protagonizou o filme intepretando o Detetive Craven (que originalmente foi interpretado por Bob Peck. O filme foi dirigido por Martin Campbell, que também dirigiu a série original.